# Lobule fusiforme
Le lobule fusiforme O4 est un gyrus de la face inféro-interne du lobe occipital du cortex cérébral. Ce quatrième gyrus occipital O4 se prolonge directement avec le gyrus fusiforme T4 du lobe temporal pour former le gyrus temporo-occipital (ou gyrus occipito-temporal ou même gyrus fusiforme comme sur la figure 2 de Gray).
Il est compris entre la scissure collatérale en dedans, et la partie postérieure de la scissure temporo-occipitale (souvent interrompue), en dehors.
|  |  |
|  |  |
|  |  |
|  |  |